# Art Napoleon
Art Napoleon est un réalisateur américain né en 1920 et décédé en décembre 2003.

## Biographie
Il est engagé dans l'U.S. Navy en 1942, où il choisit l'activité cinématographique. En 1947 il se retrouve parmi les pionniers de la télévision américaine. Après avoir réalisé deux films pour le cinéma en 1957 et 1958 il retourne à la télévision.

## Filmographie
- 1957 : Man on the Prowl
- 1958 : Une femme marquée (Too Much, Too Soon)
- 1969 : The Activist